# Devičie
Devičie (hongrois : Devicse) est un village de Slovaquie situé dans la région de Banská Bystrica.

## Histoire
La première mention écrite du village date de 1256.

## Démographie

### Évolution de la population
| Année:               | 1994. | 2004.   | 2014.   | 2024.   |
| -------------------- | ----- | ------- | ------- | ------- |
| Nombre de personnes: | 274   | 277     | 300     | 302     |
| Différence:          |       | +1,09 % | +8,30 % | +0,66 % |

| Année:               | 2023. | 2024. |
| -------------------- | ----- | ----- |
| Nombre de personnes: | 302   | 302   |
| Différence:          |       | +0 %  |